# Opération Interflex
Opération Interflex est le nom de code opérationnel d'une mission militaire multinationale, dirigée par le Royaume-Uni, lancée en juillet 2022, visant à former et soutenir les forces armées ukrainiennes.
Contrairement à la mission précédente (Opération Orbital, 2015-2022), Interflex se déroule au Royaume-Uni, avec le soutien de contingents de nombreux partenaires internationaux. Elle se poursuivra au moins jusqu'à fin 2025.

## Contextualisation
Avant le lancement de l'opération Interflex, le Royaume-Uni a formé et soutenu les forces armées ukrainiennes dans le cadre de l'opération Orbital (lancée en 2015 en réponse à l'annexion de la Crimée par la Russie ; basée en Ukraine, des instructeurs militaires principalement issus de l'armée britannique, ont dispensé une formation sur les compétences médicales, logistiques, de renseignement et d'infanterie pour aider l'Ukraine à garantir son intégrité territoriale ; l'opération s'est déroulée en parallèle avec des efforts similaires déployés par des partenaires internationaux au sein du Groupe multinational conjoint de formation — Ukraine (JMTG-U).
En février 2022, alors que les forces russes se renforçaient à la frontière ukrainienne, le Royaume-Uni a fourni à l'Ukraine des armes antichars, avec une formation à leur utilisation, dispensée à cet effet dans le cadre de l'opération Orbital.
Le 17 février 2022, le Royaume-Uni a annoncé que l'opération Orbital avait été suspendue en raison des craintes que la Russie ne lance une attaque « sans préavis ». À la fin de l'opération, environ 22 000 militaires ukrainiens avaient été formés.
Le 17 juin 2022, lors d'une visite à Kiev, le Premier ministre Boris Johnson a proposé à l'Ukraine un nouveau programme de formation, cette fois-ci localisé au Royaume-Uni, avec pour objectif de former jusqu'à 10 000 Ukrainiens tous les 120 jours.

## Histoire

### 2022
L'opération Interflex a débuté le 9 juillet 2022, sous la direction de la 11e brigade d'assistance aux forces de sécurité de l'armée britannique. Environ 1 050 militaires britanniques ont été mis en attente pour participer à la formation (qui se déroule sur plusieurs sites). Pour faciliter la formation, le gouvernement britannique a rapidement acquis des fusils de type AK, similaires à ceux utilisés par les forces ukrainiennes.

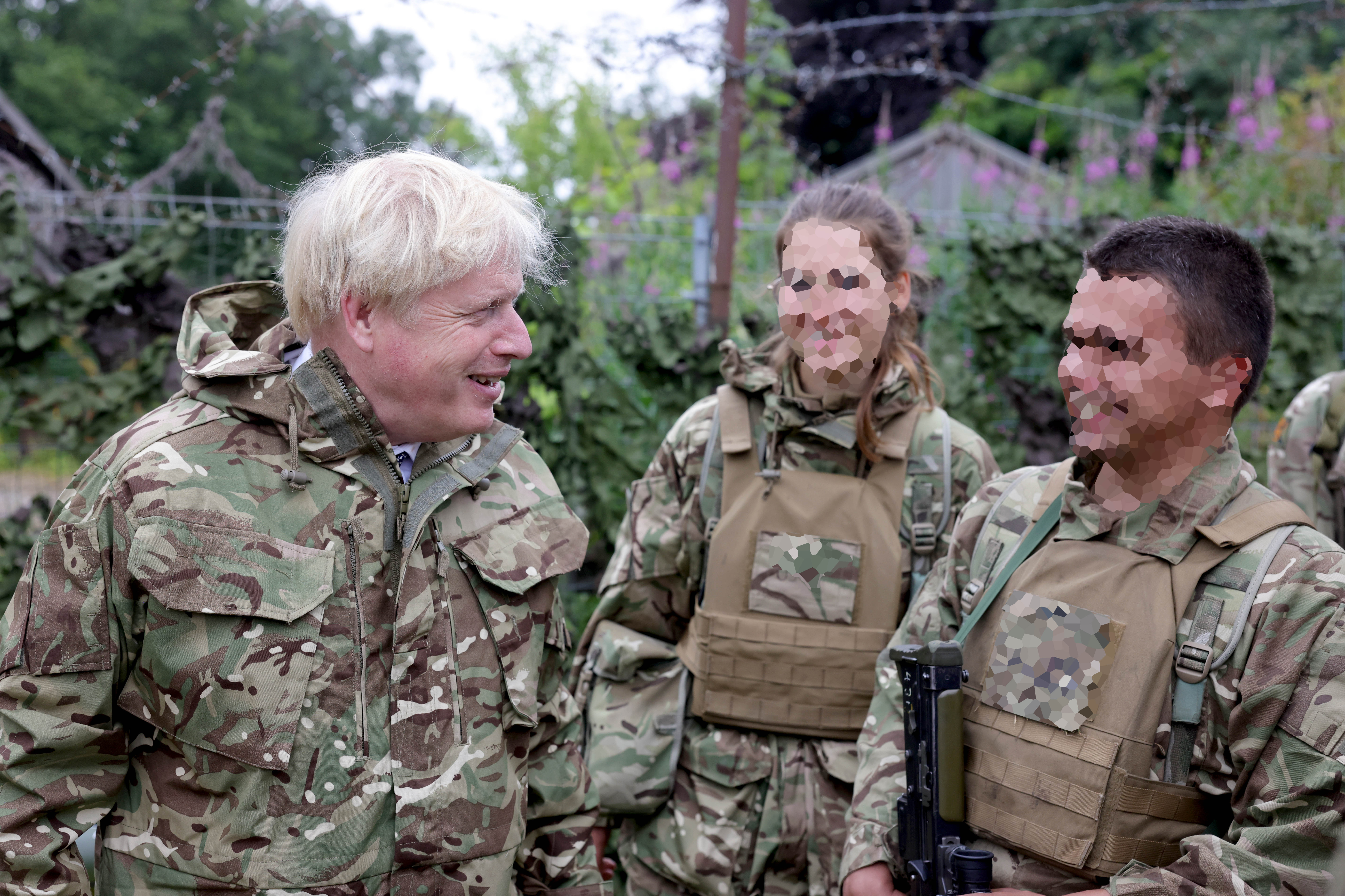
Le Premier ministre britannique Boris Johnson visite les troupes ukrainiennes en entraînement dans le nord-est de l'Angleterre (juillet 2022).

Au 30 juin 2022, environ 450 soldats ukrainiens avaient reçu une formation au Royaume-Uni. Cette formation se serait concentrée sur l'utilisation d'armes fournies par le Royaume-Uni (ex. : systèmes de lance-roquettes multiples M270,.
Le 11 novembre 2022, il a été signalé qu'environ 7 400 militaires ukrainiens avaient terminé leur formation au Royaume-Uni,.
La Royal Navy contribue aussi au programme, les Ukrainiens étant formés aux compétences maritimes, telles que le contrôle des dommages, la chasse aux mines et les exercices d'armes. En octobre 2022, la Russie a estimé que les spécialistes navals britanniques ont fourni « des conseils et un leadership » à l'Ukraine dans ses attaques contre la base navale de Sébastopol le 29 octobre.

### 2023
Le 15 janvier, le gouvernement britannique a annoncé un autre programme d'aide militaire à l'Ukraine, incluant 14 chars de combat Challenger 2. Des Ukrainiens s'y sont entraîné à partir de début février, puis la formation a été étendue aux pilotes d'infanterie de marine et aux pilotes de chasse. Au 16 février 2023, les formateurs britanniques et internationaux avaient formé 10 000 recrues ukrainiennes.
Le 8 février 2023, le président ukrainien Volodymyr Zelenskyy a visité le camp de Lulworth avec le Premier ministre britannique Rishi Sunak, où il a rencontré des troupes ukrainiennes qui étaient formées à l'utilisation des chars Challenger 2.
Au 5 juillet 2023, 18 000 militaires ukrainiens avaient été formés dans le cadre de l'opération Interflex.
En juillet 2023, le Royal Navy Diving and Threat Exploitation Group (DTXG) a enseigné aux plongeurs et au personnel de la marine ukrainienne qui utilisent des véhicules sous-marins sans équipage (UUV) comment trouver et neutraliser en toute sécurité les mines flottantes, les mines terrestres et les engins explosifs improvisés dans, sur et autour de l'eau du loch Ewe en Écosse.
Au 30 septembre 2023, environ 20 000 militaires ukrainiens avaient reçu une formation. Le secrétaire britannique à la Défense, Grant Shapps, a également révélé que des discussions étaient en cours sur le transfert du programme de formation dirigé par les Britanniques « en Ukraine ».
En novembre 2023, plus de 30 000 Ukrainiens avaient reçu une formation.

### 2024
En mars, les premiers pilotes ukrainiens ont réussi la formation de base au pilotage, leur permettant de progresser vers une formation de pilotage avancée en France.
D'ici octobre 2024, 200 pilotes auront réussi la formation.
En novembre 2024, le secrétaire à la Défense a annoncé que le nombre de recrues ukrainiennes devant être formées dans le cadre de l'opération dirigée par le Royaume-Uni avait atteint 50 000.
Et, selon le ministère de la Défense, plus d'un quart du parc d'entraînement de l'armée britannique a été utilisé pour l'opération Interflex, limitant la capacité de l'armée à former ses propres soldats.
En novembre 2024, l'armée britannique ouvre une formation sur la détection, l'identification, la sécurisation et l'élimination des mines terrestres, à la suite de la décision de Joe Biden d'envoyer des mines terrestres antipersonnel en Ukraine.

## Assistance internationale

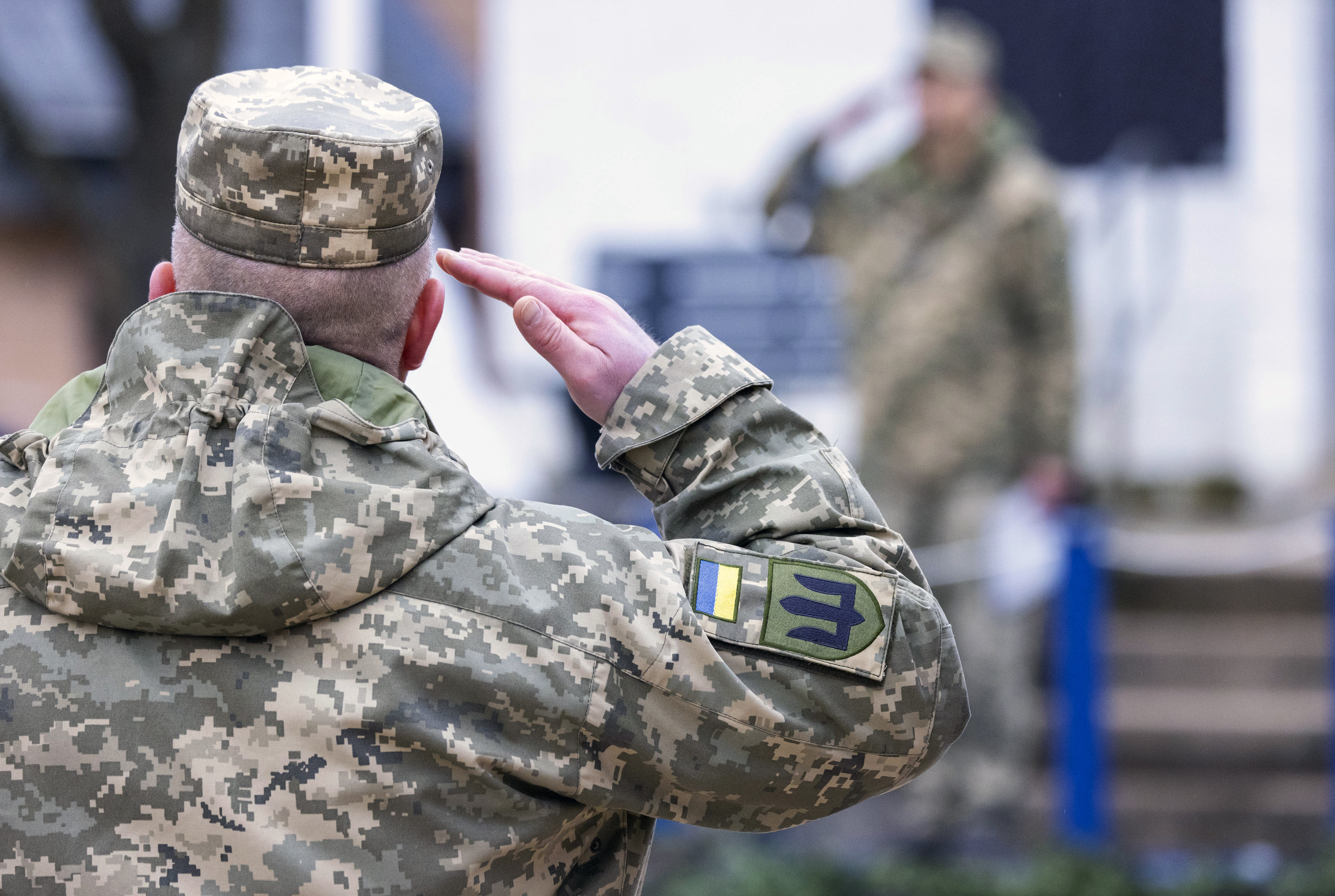
Militaire ukrainien, au Royaume-Uni.

Le 4 août 2022, le Canada se joint à la Nouvelle-Zélande et aux Pays-Bas pour envoyer un contingent pour contribuer au programme de formation dirigé par le Royaume-Uni. Environ 170 soldats y sont envoyés dans le cadre de l'opération Unifier, principalement de la Princess Patricia's Canadian Light Infantry ; le contingent néo-zélandais comptait initialement environ 29 soldats, dont l'instruction était axée sur le canon léger L118, offert par le Royaume-Uni et la Nouvelle-Zélande. Il a été annoncé le 15 août, que ce contingent serait élargi de 120 autres soldats pour dispenser une formation d'infanterie.
Le Royaume-Uni a invité les États membres de la Force expéditionnaire conjointe à contribuer au programme de formation ; le 7 août 2022, la Suède a accepté son invitation et a annoncé qu'elle enverrait 120 instructeurs.
Le lendemain, la Finlande s'engage à envoyer 20 instructeurs. Le 10 août, le Danemark a annoncé qu'il se joindrait à la mission de formation en envoyant 130 instructeurs. Le 11 août, l'Allemagne, la Lettonie et la Norvège annoncent se joindre au programme de formation, pour former davantage d'Ukrainiens que prévu initialement. 
En novembre 2023, l'Allemagne n'avait envoyé aucun instructeur et était exclue de la liste des nations participantes.
Le 18 août, l'Estonie a annoncé rejoindre la mission de formation. Le 25 août, la Lituanie annonce fournir 15 instructeurs en septembre pour former jusqu'à 150 spécialistes ukrainiens d'ici octobre.
Le 27 octobre 2022, l'Australie annonce envoyer 70 instructeurs au programme à partir de janvier 2023.
En novembre 2023, la Roumanie a annoncé se joindre à l'opération Interflex.
Le 18 janvier 2024, le ministère de la Défense du Kosovo a annoncé qu'un contingent de 26 instructeurs serait envoyé au Royaume-Uni pour rejoindre le programme visant à aider à la formation des soldats ukrainiens.
| Pays        | Contribution     |
| ----------- | ---------------- |
| Australia   | 70 instructeurs  |
| Canada      | 170 instructeurs |
| Denmark     | 130 instructeurs |
| Estonia     | 30 instructeurs> |
| Finland     | 20 instructeurs  |
| Kosovo      | 26 instructeurs  |
| Latvia      | Inconnue         |
| Lithuania   | 25 instructeurs  |
| Norway      | 150 instructeurs |
| Netherlands | 90 instructeurs  |
| New Zealand | 149 instructeurs |
| Romania     | 30 instructeurs  |
| Sweden      | 120 instructeurs |